# Gianni Pulone
Gianni Pulone, född 4 mars 1943 i Rom, död 2010, var en italiensk skådespelare.

## Roller i urval
- 1968 – Banditerna i Milano
- 1970 – Död åt compañeros
- 1970 – Ingen mans land
- 1971 – Skjut de levande - bed för de döda
- 1972 – Alfredo, Alfredo
- 1972 – Kärleksprovet
- 1977 – Antonio Gramsci: i giorni del carcere
- 1985 – Mussolini and I (TV-serie)